# Collégien
Collégien – miejscowość i gmina we Francji, w regionie Île-de-France, w departamencie Sekwana i Marna.
Według danych na rok 2005 gminę zamieszkiwało 3165 osób, a gęstość zaludnienia wynosiła 546 osób/km² (wśród 1287 gmin regionu Île-de-France Collégien plasuje się na 452. miejscu pod względem liczby ludności, natomiast pod względem powierzchni na miejscu 732.).